# Курпињак
Курпињак (фр. Courpignac) насеље је и општина у западној Француској у региону Поату-Шарант, у департману Приморски Шарант која припада префектури Жонзак.
По подацима из 2011. године у општини је живело 418 становника, а густина насељености је износила 27,92 становника/km². Општина се простире на површини од 14,97 km². Налази се на средњој надморској висини од 57 метара (максималној 96 m, а минималној 18 m).

## Демографија
| 1962. | 1968. | 1975. | 1982. | 1990. | 1999. | 2011. |
| ----- | ----- | ----- | ----- | ----- | ----- | ----- |
| 355   | 396   | 347   | 339   | 341   | 359   | 418   |

График промене броја становника у току последњих година